# Club d'aviron de l'Université de Montréal
Le Club d'aviron de l'Université de Montréal (CAUM) est le premier et seul club d'aviron universitaire francophone en Amérique. Étant le seul club d'aviron universitaire au Québec avec l'Université McGill, le CAUM s'est rendu pour la première fois à la régate d'invitation de Brock University à l'automne 2010. Ses équipes devraient joindre le championnat ontarien dès 2011, officialisant le club d'aviron de l'UdeM comme un club universitaire à part entière. Le CAUM se déplace également aux États-Unis pour plusieurs régates: la "Head of the Fish" à Saratoga (NY), la "Head of the Charles (en)" à Boston, la Aberdeen Dad Vail Regatta (en) à Philadelphie. Le CAUM était affilié au Montreal Rowing Club (en) (Club d'Aviron de Montréal) qui lui prêtait son matériel et ses installations pour le programme universitaire. Aujourd'hui, le CAUM est un club à part entière, avec ses propres installations et son propre matériel. Il s'entraine au Bassin Olympique (Parc Jean Drapeau).

## Création et historique
Le club d'aviron de l'Université de Montréal a été fondé  à l'automne 2008 par Guillaume Callonico, alors étudiant au doctorat en science politique et ancien rameur de haut niveau en France, Jeanne Dumoulin, Benoît Morency et Valentin Hay.
Après une première année sous le nom des Sternes, le CAUM ainsi que plusieurs autres équipes sportives de l'Université non-Carabins (squash, ski de fond, ultimate Frisbee, cyclisme et rugby) se sont fédérées afin de promouvoir le sport étudiant. Ces équipes se sont unies sous la bannière des Spartacus pendant la saison 2010-2011.

## Les couleurs de l'équipe
Les couleurs de l'équipe d'aviron de l'Université de Montréal sont le noir, le bleu et le blanc. 